# Lumbier
Lumbier (oficialment en castellà, en basc Irunberri) és un municipi de Navarra, a la comarca de Lumbier, dins la merindad de Sangüesa. Es troba al costat de la confluència dels rius Irati (a la riba esquerra) i Salazar (a la riba dreta), en un turó de cim pla a 467 metres d'altitud, entre una conca margosa i l'apèndix nord-occidental de la Serra de Leire. En la seva proximitat hi ha la Foz de Lumbier.

## Topònim
Hom creu que l'actual població de Lumbier remunta el seu origen a una època molt antiga, ja que entre les comunitats vascones que citaven els geògrafs llatins com Plini es trobava la dels iluberritani, que s'ha associat tradicionalment amb la població de Lumbier. A Lumbier s'hi han trobat algunes restes romanes i existeixen en el proper municipi de Liédena restes d'una vila romana. Partint d'un primitiu nom Ilumberri els lingüistes han reconstruït de forma coherent una evolució del nom fins a les formes actuals.
- En romanç: Ilumberri → Lumberri → Lumbier.
- En euskera: Ilumberri → Irunberri.

Sobre el significat etimològic d'Ilumberri, aquest prové probablement de l'euskera. El primer terme és el mateix que apareix en topònims com Irun o Iruña, i s'ha relacionat tradicionalment amb la paraula hiri o (h)ili (ciutat) en euskera. El segon terme és berri (nou); pel que el significat etimològic seria similar a vilanova.

## Demografia
| Evolució demogràfica                                 | Evolució demogràfica | Evolució demogràfica | Evolució demogràfica | Evolució demogràfica | Evolució demogràfica | Evolució demogràfica | Evolució demogràfica | Evolució demogràfica | Evolució demogràfica | Evolució demogràfica |
| 1996                                                 | 1998                 | 1999                 | 2000                 | 2001                 | 2002                 | 2003                 | 2004                 | 2005                 | 2006                 | 2007                 |
| ---------------------------------------------------- | -------------------- | -------------------- | -------------------- | -------------------- | -------------------- | -------------------- | -------------------- | -------------------- | -------------------- | -------------------- |
| 1 420                                                | 1 405                | 1 414                | 1 434                | 1 430                | 1 422                | 1 413                | 1 426                | 1 409                | 1 383                | 1 373                |
| Fonts: Irunberri i Institut d'Estadística de Navarra |                      |                      |                      |                      |                      |                      |                      |                      |                      |                      |

## Agermanaments
- Laruenh

## Personatges il·lustres
- Joaquín Larregla y Urbieta, compositor.
- Venerable Miguel López de Grez, sacerdot.